# Трощенкова, Екатерина Владимировна
Екатери́на Влади́мировна Трощенкова (род. 19 июня 1980, Ленинград) — российский лингвист, доктор филологических наук, профессор.

## Образование
В 1997 году окончила гимназию № 70 Петроградского района г. Санкт-Петербурга. В 2002 году окончила Филологический факультет Санкт-Петербургского государственного университета, специальность: «Филология». В 2002—2005 гг. обучалась в аспирантуре Филологического факультета СПбГУ, специальность «10.02.04 Германские языки».
В 2005 году в СПбГУ защитила диссертацию на соискание ученой степени кандидата филологических наук, тема: «Экспериментальное исследование английских обращений на основе социокультурной когнитивной модели» (специальность 10.02.04 Германские языки, научный руководитель), а в 2016 году в СПбГУ — диссертацию на соискание ученой степени доктора филологических наук, тема: «Социокультурное знание в когнитивно-коммуникативной деятельности: стратегии воздействия в американском общественно-политическом дискурсе» (специальности 10.02.04 Германские языки, 10.02.19 Теория языка). Научным руководителем и научном консультантом диссертаций выступил доктор филологических наук, профессор Владимир Яковлевич Шабес (1943—2013).

## Научная деятельность
Профессор Е. В. Трощенкова является автором более 80 научных и научно-методических работ на русском и английском языках (монографий, статей в ведущих статусных научных журналах, учебных пособий) по когнитивной лингвистике, психолингвистике, общественно-политическому дискурсу. Индекс Хирша — 8.
Является членом диссертационного совета Д 212.354.09 (10.02.04 — Германские языки и 10.02.19 — Теория языка) по защите диссертаций на соискание ученых степеней кандидата и доктора филологических наук в СПбГЭУ.
Была членом организационного комитета VII Всероссийской межвузовской научно-методической конференции «Англистика XXI века», проходившей в Санкт-Петербурге в 2014 году, по результатам которой изданы материалы конференции. Также входила в Организационный комитет XVIII Международной конференции студентов-филологов, проходившей в Санкт-Петербурге в 2015 году, по результатам которой были изданы тезисы докладов участников.

## Преподавательская работа в высшей школе
С 2002 года работает на кафедре английской филологии и лингвокультурологии Филологического факультета СПБГУ: старший преподаватель (2002—2007), доцент (2007—2017), профессор (с 2017 года по настоящее время).
По совместительству также преподавала в Санкт-Петербургском кампусе НИУ ВШЭ (2011—2015) и кафедре гуманитарных дисциплин Выборгского филиала РГПУ им. А.И. Герцена (2001—2009).
В 2021 году выступала с приглашённой лекцией: «Teaching English to university students and adults: Traps and Pitfalls» в UACS SFL (The University American College Skopje, Macedonia).

## Основные публикации

#### Монографии
- Потапова Н. Д.,Трощенкова Е. В. Сигналы саркастической оценки в англоязычном онлайн-общении: варианты дискурсивных маркеров (Гл. VII.) // Современная англистика: культура и социум в калейдоскопе англоязычного дискурса : монография / Под общей ред. Е. Г. Хомяковой. — СПб. : Астерион, 2021. 200 с. C. 118—131.
- Трощенкова Е. В., Гладышева К. Е. Социокультурный аспект ролевых ожиданий в общении. (Гл. XII) // Лингвокультурология. Английские миниатюры: коллективная монография. — СПб.: Изд-во СПбГУ, 2013 С. 187—201.

#### Научные статьи
- Troshchenkova E., Blinova O. Coordinative Aspect of Pragmatic Markers Use in the Corpus of Russian Spoken Dialogical Discourse// XII Congreso Internacional de Lingüística de Corpus 12th International Conference on Corpus Linguistics. Book of Abstracts. 2021 P. 136—137
- Клепикова Т. А., Трощенкова Е. В. Эпистемическая провокация как стратегия нейминга: заметки парфаманьяка // Брендинг как коммуникационная технология XXI века. Материалы VII Международной научно-практической конференции. Под редакцией А. Д. Кривоносова. СПб.: Санкт-Петербургский государственный экономический университет, 2021. С. 196—201.
- Трощенкова Е. В. Коммуникативные стратегии индуцирования страха и стыда в англоязычных мемах периода пандемии COVID-19: опорные ценности и их трансформация // Когнитивные исследования языка. № 3 (46). 2021. С. 666—669.
- Потапова Н. Д.,Трощенкова Е. В. Сигналы саркастической оценки в англоязычном онлайн-общении: варианты дискурсивных маркеров (Гл. VII.) // Современная англистика: культура и социум в калейдоскопе англоязычного дискурса : монография / Под общей ред. Е. Г. Хомяковой. СПб.: Астерион, 2021. 200 с. C. 118—131.
- Bogdanova-Beglarian N., Blinova O., Sherstinova T., Troshchenkova E. Russian Pragmatic Markers Database: Developing Speech Technologies for Everyday Spoken Discourse // Proceedings of the FRUCT’26. Yaroslavl, Russia, 23-25 April 2020. FRUCT Oy, Finland, P. 60—66.
- Трощенкова Е. В. Биолого-медицинские метафоры в исследованиях медиа и информационных технологий // Когнитивные исследования языка. Вып. 39. Москва-Тамбов, 2019. С.147—157.
- Трощенкова Е. В. Мальчикам нельзя плакать:Стереотипные ролевые ожидания в запретах, выполняющих функцию социального регулятива// Вопросы когнитивной лингвистики. 2018. № 3. С. 50—61.
- Трощенкова Е. В. Функции языковой подстройки в конфликтных взаимодействиях в американском общественно-политическом дискурсе // Романо-германистика: сборник статей по материалам XLVI Международной филологической конференции, 13-22 марта 2017 г. СПб.: BBM, 2017. С. 216—223.
- Трощенкова Е. В. Особенности актуализации концепта REAL в современном американском общественно-политическом дискурсе // Когнитивные исследования языка. «Когнитивные технологии в теоретической и прикладной лингвистике» № 26. Москва-Тамбов-Тюмень, 2016. С. 278—280.
- Трощенкова Е. В. Метарепрезентация в общественно-политической дискуссии: спин и превентивное оправдание // Когнитивные исследования языка. — Вып. XXIII. Лингвистические технологии в гуманитарных исследованиях. — М.: Ин-т языкознания РАН; — Тамбов: Издательский дом ТГУ им. Г. Р. Державина, 2015. С. 407—416.
- Трощенкова Е. В. Вариативность в распределенных социокультурных репрезентациях комплексных ценностей в американской культуре и её роль в аргументативных стратегиях (Гл. XIII) // Язык как культурный код нации. — СПб.: С.-Петербургский государственный университет, 2014. С. 228—250.
- Трощенкова Е. В. Методология экспериментального исследования социокультурных ментальных репрезентаций // Когнитивные исследования языка. — Вып. XII. Теоретические аспекты языковой репрезентации. — М.: Институт языкознания РАН, — Тамбов: Издательский дом ТГУ им. Г. Р. Державина, 2012. С. 430—440.
- Трощенкова Е. В. Роль континуально-дискретного восприятия действительности в формировании событийных ментальных репрезентаций (Гл. XI) // Перцепция. Рефлексия. Язык. -СПб.: Изд-во СПбГУ, 2010. — С. 212—235.

#### Учебники и учебные пособия
- Troshchenkova E. Terrorism and Counterterrorist Activities: Учебное пособие по дисциплине «Практический курс английского языка». — СПб., 2006.
- Troshchenkova E. Social Problems: Учебно-методическое пособие к курсу практического английского языка. — СПб., 2007.
- Troshchenkova E. Close Reading: «Sourcery» by Terry Pratchett. — СПб, 2008.
- Troshchenkova E. Geography. Учебно-методическое пособие к курсу Практического английского языка. — СПб., 2009.